# Leśniczówka Skarżysko Kościelne
Leśniczówka Skarżysko Kościelne – osada leśna wsi Skarżysko Kościelne w Polsce, położona w  województwie świętokrzyskim, w powiecie skarżyskim, w gminie Skarżysko Kościelne.
W latach 1975–1998 osada administracyjnie należała do województwa kieleckiego.